# Ес-Санамейн
Ес-Санамейн (англ. Al-Sanamayn, араб. الصنمين) — поселення в Сирії, що об'єднує невеличку друзьку общину в нохії Ес-Санамейн, яка входить до складу мінтаки Ес-Санамейн у південній сирійській мухафазі Дара.